# 澳大利亞棘蛇胎䲁
澳大利亞棘蛇胎鳚（學名：Sticharium dorsale），為輻鰭魚綱䲁形目胎䲁科棘蛇胎鳚屬的一個種，分布於印度西太平洋澳洲南部海域，本魚體延長，體淺灰色至褐色，身體兩側有細小的斷斷續續條紋，從眼睛後方到背鰭後方下方有一條寬闊的淺色條紋，腹部和頭部後部呈橙色，頭部前部有波浪狀白色斑紋，後部有深色斑紋，體長可達9.5公分，棲息在沿海沙底質淺水域，雌魚產附著性卵，雄魚會守護卵，幼魚為浮游性，生活習性不明。